# Bucéphalie
Cet article possède un paronyme, voir Bucéphale (homonymie).
Bucéphalie (grec ancien : Βουκεφάλα), souvent associée à sa voisine directe Nicée (Νίκαια), sont deux villes fondées par Alexandre le Grand de chaque côté de l'Hydaspe (aujourd'hui la rivière Jhelum, au Pakistan) lors de son invasion du sous-continent indien. Ces villes, deux des nombreuses fondées par Alexandre, sont construites peu de temps après sa victoire sur le roi indien Porus à la bataille de l'Hydaspe au début de 326 av. J.-C.
On ne sait pas exactement à quelle colonie correspond quel nom. Construite sur le site du champ de bataille, la ville sur la rive orientale s'appelle très probablement Nikaia (de nike), tandis que celle sur la rive occidentale est probablement nommée d'après le cheval d'Alexandre, Bucéphale, décédé pendant ou après la bataille. Leur construction est supervisée par Cratère, l'un des diadoques d'Alexandre. Les deux villes souffrent des pluies de la mousson d’Asie du Sud. Bucéphalie semble persister dans le temps, contrairement à sa voisine Nicée. Elle est mentionnée par Pline l'Ancien et Ptolémée et elle apparaît au Ier siècle sur la Tabula Peutingeriana. L'emplacement précis des villes est inconnu, mais il est probable que Bucéphalie est située à proximité de l'actuelle Jalalpur et que Nicée se trouve de l'autre côté de la rivière, près de l'actuelle Mong (en).

## Histoire

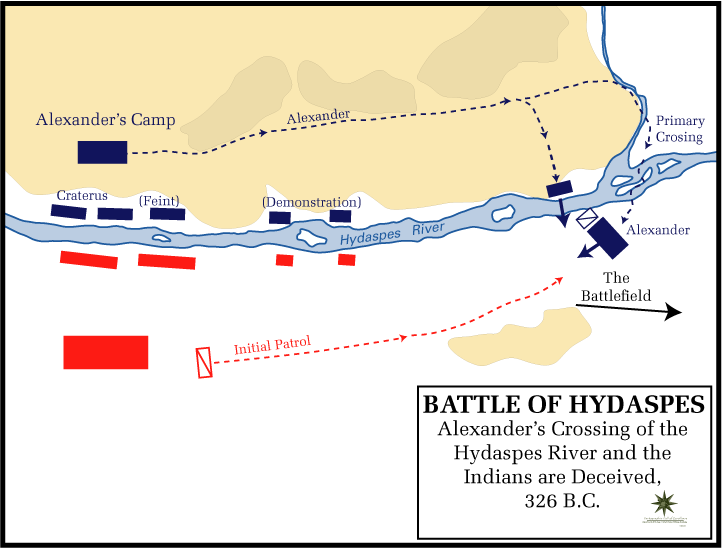
Les formations et les manœuvres des armées macédoniennes et indiennes avant la bataille de l'Hydaspe

### Contexte
Alexandre le Grand envahit l'Empire perse achéménide et bat le roi perse Darius III aux batailles d'Issus et Gaugamèles, prenant le contrôle d'une grande partie de l'Asie occidentale. Alexandre fait ensuite campagne avec succès contre Bessus, le satrape de Bactriane, qui avait assassiné Darius et s'était proclamé Artaxerxès V de Perse. Après la capture et l'exécution de Bessus, le roi macédonien se déplace vers le sud en direction du fleuve Indus pour soumettre les dirigeants locaux. Il prend la forteresse d'Aornos, dans l'actuel nord du Pakistan, en avril 326 avant J.-C.., Alexandre traverse l'Indus pour commencer une campagne dans le nord de l'Inde, exécutant une série de manœuvres pour traverser la rivière Hydaspes (l'actuelle Jhelum) et vaincre le roi indien Porus à la bataille de l'Hydaspes.

### Fondation

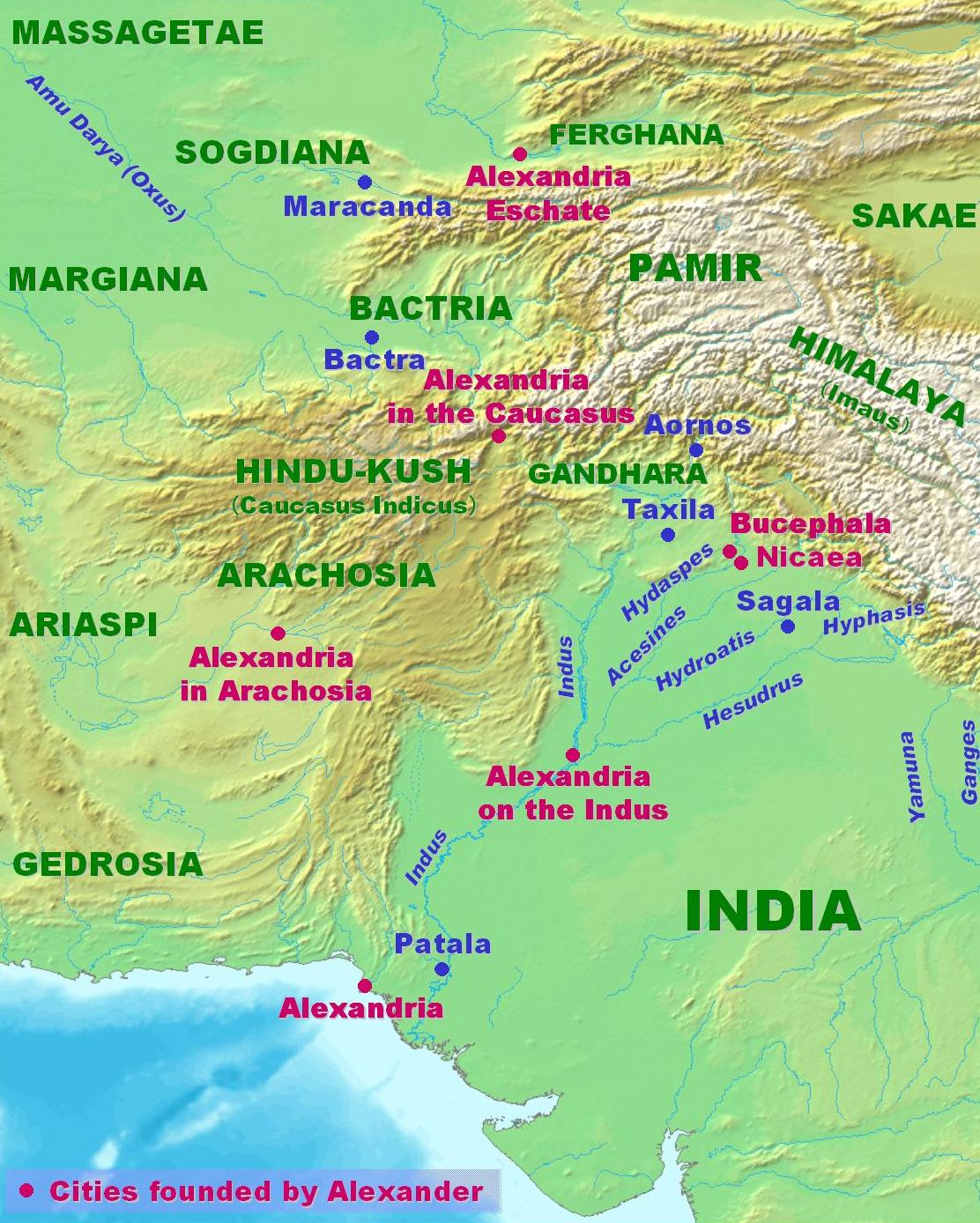
Villes fondées par Alexandre le Grand en Inde.

Des récits de la fondation de deux villes après la bataille apparaissent dans les archives des cinq principaux récits survivants : Arrien, Plutarque, Diodore, Curtius Rufus et Justin. Tous les cinq s'accordent à dire qu'Alexandre fonde deux villes, une de chaque côté de l'Indus, l'une nommée Nicée et l'autre Bucéphalie. Cratère, l'un des principaux généraux d'Alexandre, est désigné pour construire et fortifier les nouvelles villes, une tâche qu'il avait effectuée quelques mois plus tôt à Arigaion (une ancienne ville peut-être située sous l'actuelle Nawagai). Diodore rapporte également que les colonies sont construites rapidement car de nombreux travailleurs sont disponibles. Avant de poursuivre sa campagne indienne, Alexandre célèbre sa victoire et ses fondations avec ce qu'Arrien appelle « un concours de gymnastique et de chevaux » près de la ville occidentale. Il revint dans les villes quelques mois plus tard après que l'armée macédonienne se soit mutinée à l'Hyphasis (aujourd'hui la rivière Beas) et l'ait forcé à faire demi-tour. Les troupes reçoivent l'ordre d'aider à réparer les dégâts causés par la mousson, un phénomène jusqu'alors inconnu des Macédoniens, dont les bâtiments n'étaient pas conçus pour résister à de fortes pluies.
Il existe un certain débat quant à savoir si Alexandre avait l'intention de fonder des villes en développement rapide ou des garnisons militaires qui contrôleraient le territoire conquis ; l'historien Nicholas Geoffroy Hammond émet l'hypothèse que Bucéphalie et Nicée, fondées sur les rives d'un fleuve majeur, devaient être établie dans l'esprit de soutenir les routes commerciales. Selon Arrien, Alexandre aurait pu établir des chantiers navals à Bucéphalie, bien que Curtius Rufus affirme que ceux-ci sont situés sur l'Acesines (aujourd'hui la rivière Chenab). Bucéphalie et Nicée sont également uniques parmi les nombreuses villes fondées par Alexandre en ne se trouvant pas sur ou à proximité d'une forteresse ou d'une capitale provinciale existante.
Les sources ne sont cependant pas claires sur les détails de la fondation et de la dénomination des villes. Arrien sépare les clauses détaillant l'emplacement et la dénomination des villes, de sorte que même si le lecteur sait que l'une des deux villes s'appelait Nicée et l'autre Bucéphalie, il n'est pas clair quel nom correspond à quelle ville. Bien que l'opinion critique ait tendance à considérer Nicée comme la ville de l'est, l'historien A. B. Bosworth a noté que cette conclusion est quelque peu provisoire en raison des incertitudes grammaticales. Aucune autre source ne donne plus de précisions sur la situation, et il est possible qu'Arrien lui-même ne sache pas quelle ville portait quel nom. 
Il existe également une confusion sur la date de la mort de Bucéphale, le cheval d'Alexandre, qui a donné son nom à Bucéphalie. Justin écrit qu'il est tombé au début de la bataille de l'Hydaspe. Plutarque mentionne cependant que Bucéphale est mort soit de blessures, soit de simple vieillesse, « non pas immédiatement, mais quelque temps après ». Arrien affirme également que Bucéphale, âgé d'environ trente ans, meurt de vieillesse sans blessure. Comme Diodore et Curtius Rufus séparent la fondation des villes de leur dénomination, il est probable que le cheval ne soit mort qu'après le départ d'Alexandre vers l'est et que les colonies aient été nommées au retour d'Alexandre dans la région.

### Histoire ultérieure

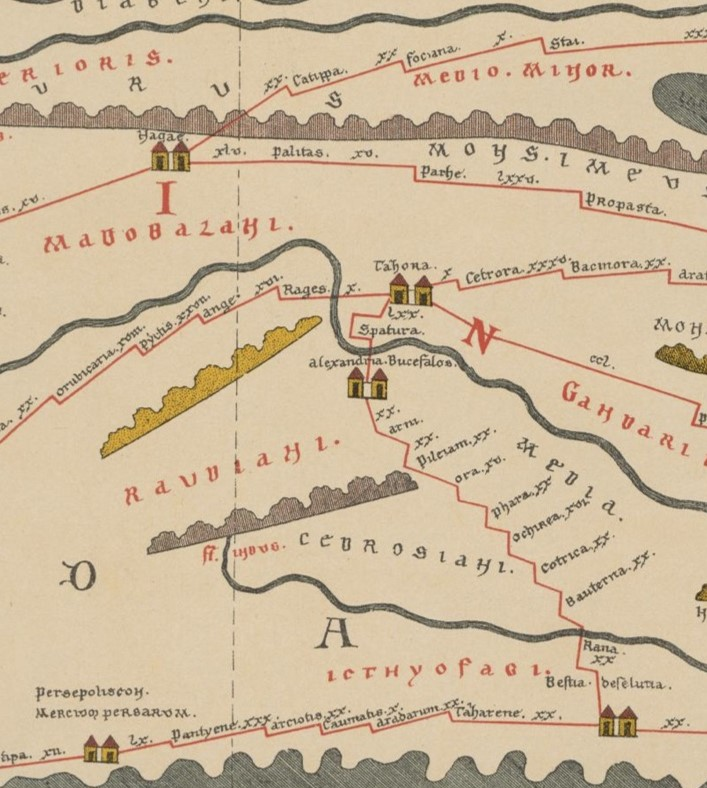
Bucéphalie indiquée sur une table de Peutinger.

Bucéphalie semble avoir survécu pendant quelques siècles ; elle est probablement sous la domination de l'Empire Maurya  tandis que la présence ultérieure du royaume indo-grec l'aide probablement à survivre. Au XXe siècle, le classiciste britannique William Woodthorpe Tarn affirme que la colonie est la capitale du roi indo-grec Hippostratus du Ier siècle av. J.-C., en raison de la présence d'un symbole sur sa monnaie qui, selon lui, ne peut être frappée que dans une ville grecque ; cette théorie est considérée comme erronée car aucune pièce de ce type n'est trouvée près de l'Hydaspe,. Pendant ce temps, l'historien indien AK Narain se demande si Bucéphalie existe encore à l'époque de Ménandre Ier, mais cette incertitude est dissipée par la présence de la ville dans le Périple de la mer Érythrée au Ier siècle, un guide pour les marins marchands romains,.
Bucéphalie apparaît dans de nombreux autres textes gréco-romains, notamment diverses recensions du Roman d'Alexandre et les écrits de Ptolémée et de Pline l'Ancien, qui nomme la ville comme la principale des trois contrôlées par la tribu des Asini. Il apparaît également sur la Tabula Peutingeriana et dans les écrits de Yaqut al-Hamawi, un historien du XIIIe siècle. Nicée apparaît beaucoup moins fréquemment dans les sources antiques : il est possible que le nom d'Alexandrie de Porus, qui est fréquemment mentionné, se réfère en fait à Nicée,. 
Les sources anciennes sont généralement cohérentes dans la dénomination des villes. Bucéphalie est moins fréquemment nommée « Boukephalia » ou « Alexandria Boukephalos » à l'époque byzantine. Alexandre, qui fonde souvent des villes après avoir remporté des victoires militaires, avait peu de temps auparavant fondé une autre colonie nommée « Nicée » à l'est de Paropamisades. Tarn suggère que toutes les fondations d'Alexandre s'appellent « Alexandrie » et que tous les autres noms ne sont que des surnoms ; cette conclusion est généralement considérée comme sans fondement.

## Emplacement

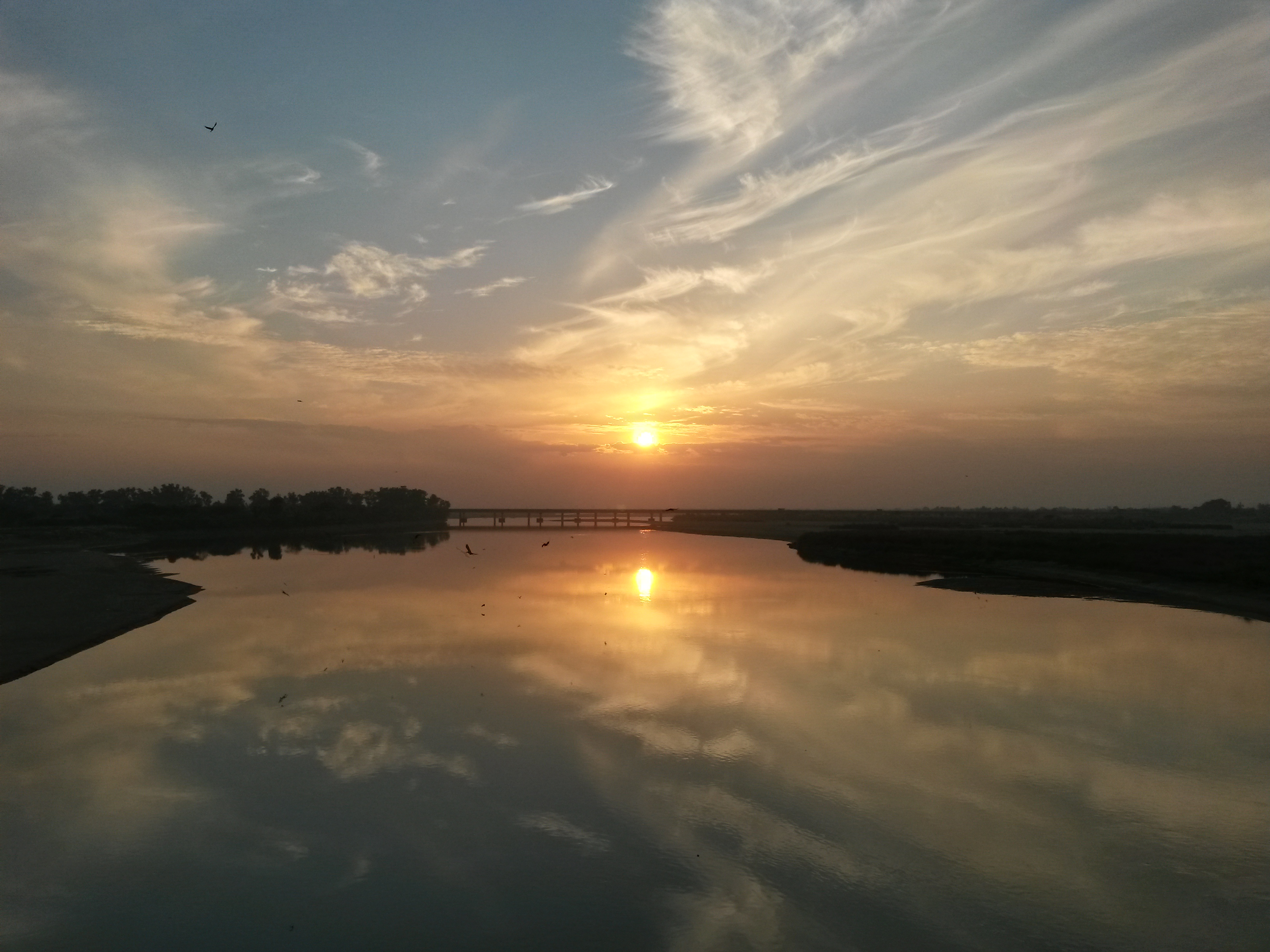
La rivière Jhelum vue depuis un pont à Jhelum, autrefois considéré comme le site de Bucéphalie

Selon l'historien Getzel Cohen, les emplacements de Bucéphalie et de Nicée sont déjà un sujet de dispute dans l'Antiquité. Comme le cours du Jhelum a constamment changé depuis l'Antiquité, créant des marais sur le côté oriental, et comme la mousson indienne endommageait déjà les villes à l'époque d'Alexandre, il est peu probable qu'une grande partie de l'une ou l'autre des villes survive aujourd'hui, même à une grande profondeur. Bien que certains historiens aient placé Bucéphalie dans la ville de Jhelum ou dans un tell près de Dilawar, l'opinion dominante, telle que proposée par l'archéologue Aurel Stein en 1932, est qu'elle se trouve sous la ville moderne de Jalalpur Sharif. Un monument à la vie d'Alexandre a ainsi été construit entre 1998 et 2011 à proximité de la ville ; financé par le gouvernement pakistanais, l'ambassade de Grèce à Islamabad et par des dons privés, il est devenu délabré en 2023.
Comme Bucéphalie est situé de l'autre côté de la rivière de Nicée, si le premier est situé à Jalalpur, le site le plus probable du second est la ville de Mong, située à 10 km à l'est de l'autre côté de la rivière. Cette hypothèse est suggérée par Alexander Cunningham lors de la première Archeological Survey of India. D'autres suggèrent que la colonie est située près du village actuel de Sukchainpur. D'autre part, Stein considère qu'il est impossible de déterminer l'emplacement du site.
Une référence aux deux villes peut apparaître dans le Mulasarvastivada Vinaya, un texte tripitaka d'une ancienne école bouddhiste qui date probablement de l'époque de l'empereur kouchan Kanishka,. Le vinaya, qui détaille l'un des voyages du Bouddha, fait référence à deux villes appelées Ādirājya (« Lieu de la première royauté ») et Bhadrāśva (« Lieu du bon cheval ») situées sur la rivière Vitastā (c'est-à-dire Hydaspes) le long de la route de Gandhara à Mathura. Bien que le Bouddha ait relié ces villes au roi mythique Mahāsammata, il est possible qu'elles soient en réalité les villes de Bucéphalie et Nicée. De même, une vieille tradition hindoue dans un sanctuaire dédié à Mangla Devi sur le site de Garjak au-dessus de Jalalpur comprend l'histoire de la mort d'un cheval magique.